# Polnischer Fußballpokal 2011/12

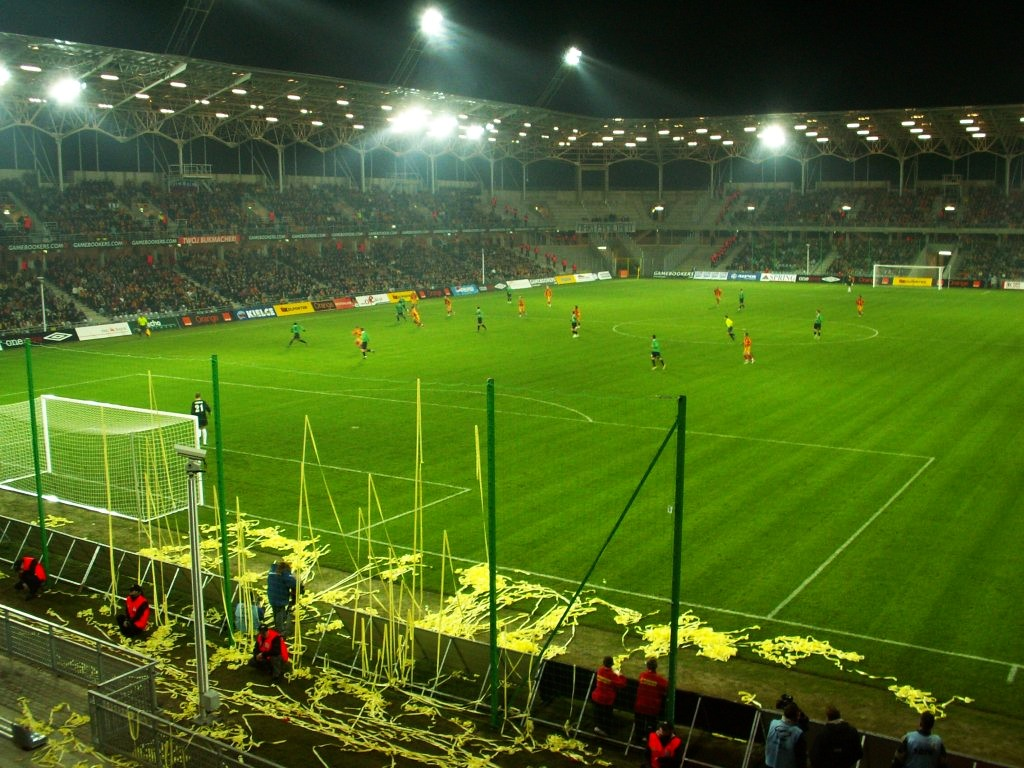
Das Stadion Miejski in Kielce, Austragungsort des polnischen Pokalfinales 2012

Der Puchar Polski 2011/12 war die 58. Ausspielung des polnischen Pokalwettbewerbs. Er begann am 19. Juli 2011 mit den ersten Vorrundenspielen und endete am 24. April 2012 mit dem Finale im Stadion Miejski in Kielce.
Vorjahressieger Legia Warschau verteidigte den Titel im Finale gegen Ruch Chorzów und gewann bei seiner 21. Finalteilnahme zum 15. Mal den nationalen Pokal. Endspielgegner Ruch Chorzów stand in seinem neunten Finale und verlor dabei zum sechsten Mal. Durch den Pokalgewinn qualifizierte sich Legia für die Teilnahme an der 2. Qualifikationsrunde der Europa League 2012/2013.

## Teilnehmende Mannschaften
Für die Hauptrunde waren folgende 86 Mannschaften qualifiziert:
| Ekstraklasa 16 Vereine der Saison 2010/11 | 1. Liga 18 Vereine der Saison 2010/11 | 2. Liga 36 Mannschaften der Saison 2010/11 | 16 regionale Pokalsieger der Woiwodschaften der Saison 2010/11 |
| Lech Posen Wisła Krakau Ruch Chorzów Legia Warschau (TV) GKS Bełchatów Korona Kielce Polonia Bytom Lechia Gdańsk Śląsk Wrocław Zagłębie Lubin Jagiellonia Białystok KS Cracovia Polonia Warschau Arka Gdynia Górnik Zabrze Widzew Łódź | Piast Gliwice ŁKS Łódź Podbeskidzie Bielsko-Biała Flota Świnoujście Pogoń Szczecin Sandecja Nowy Sącz Warta Posen GKS Bogdanka Łęczna Ruch Radzionków KS Polkowice GKS Katowice Kolejarz Stróże Dolcan Ząbki Termalica Bruk-Bet Nieciecza MKS Kluczbork KSZO Ostrowiec Świętokrzyski Odra Wodzisław GKP Gorzów Wielkopolski | Olimpia Grudziądz Wisła Płock Olimpia Elbląg Świt Nowy Dwór Mazowiecki Okocimski KS Brzesko OKS Stomil Olsztyn Znicz Pruszków Stal Stalowa Wola Stal Rzeszów Jeziorak Iława Resovia Rzeszów Sokół Sokółka Wigry Suwałki Pelikan Łowicz GLKS Nadarzyn Ruch Wysokie Mazowieckie Motor Lublin Puszcza Niepołomice Start Otwock Zawisza Bydgoszcz GKS Tychy Miedź Legnica Zagłębie Sosnowiec Ruch Zdzieszowice Bałtyk Gdynia Chojniczanka Chojnice Nielba Wągrowiec Górnik Wałbrzych Elana Toruń Czarni Żagań Jarota Jarocin Raków Częstochowa Tur Turek Lechia Zielona Góra Polonia Nowy Tomyśl Polonia Słubice | - Ermland-Masuren Huragan Morąg - Großpolen Sokół Kleczew - Heiligkreuz Alit Ożarów - Karpatenvorland LZS Turbia - Kleinpolen Limanovia Limanowa - Kujawien-Pommern Lech Rypin - Lebus Ilanka Rzepin - Lublin Podlasie II Biała Podlaska - Łódź Włókniarz Zelów - Masowien Mazur Karczew - Niederschlesien Chrobry Głogów - Oppeln Start Namysłów - Podlachien ŁKS 1926 Łomża - Pommern Gryf Wejherowo - Schlesien Rozwój II Katowice - Westpommern Bałtyk Koszalin |

## Ausscheidungsspiele zur Vorrunde
Die Ausscheidungsspiele zur Vorrunde fanden am 19. und 21. Juli 2011 mit 16 regionalen Pokalsiegern aus den Woiwodschaften und 36 Vereinen der 2. Liga statt.
| Datum      |                            | Ergebnis              |                           |
| ---------- | -------------------------- | --------------------- | ------------------------- |
| 19.07.2011 | Stal Rzeszów               | 0:1 n. V.             | Okocimski KS Brzesko      |
| 21.07.2011 | Gryf Wejherowo             | 1:0                   | Olimpia Grudziądz         |
| 21.07.2011 | Bałtyk Koszalin            | 0:2                   | Zawisza Bydgoszcz         |
| 21.07.2011 | Huragan Morąg              | 3:3 n. V. (5:3 i. E.) | Bałtyk Gdynia             |
| 21.07.2011 | ŁKS 1926 Łomża             | 2:3                   | OKS Stomil Olsztyn        |
| 21.07.2011 | Lech Rypin                 | 1:0                   | Jeziorak Iława            |
| 21.07.2011 | Sokół Kleczew              | 9:3                   | Polonia Słubice           |
| 21.07.2011 | Ilanka Rzepin              | 10:3 1                | Jarota Jarocin            |
| 21.07.2011 | Włókniarz Zelów            | 2:3                   | Świt Nowy Dwór Mazowiecki |
| 21.07.2011 | Mazur Karczew              | 0:2 n. V.             | Wigry Suwałki             |
| 21.07.2011 | Podlasie II Biała Podlaska | 2:3                   | Sokół Sokółka             |
| 21.07.2011 | Alit Ożarów                | 1:7                   | Wisła Płock               |
| 21.07.2011 | Chrobry Głogów             | 23:0 2                | Czarni Żagań              |
| 21.07.2011 | Start Namysłów             | 0:3                   | Miedź Legnica             |
| 21.07.2011 | Rozwój II Katowice         | 5:2 n. V.             | Górnik Wałbrzych          |
| 21.07.2011 | Limanovia Limanowa         | 2:0                   | Raków Częstochowa         |
| 21.07.2011 | LZS Turbia                 | 1:0 n. V.             | Motor Lublin              |
| 21.07.2011 | Chojniczanka Chojnice      | 2:3                   | Ruch Zdzieszowice         |
| 21.07.2011 | Ruch Wysokie Mazowieckie   | 30:3 3                | Olimpia Elbląg            |
| 21.07.2011 | Pelikan Łowicz             | 2:0                   | Zagłębie Sosnowiec        |
| 21.07.2011 | Polonia Nowy Tomyśl        | 40:3 4                | GKS Tychy                 |
| 21.07.2011 | Tur Turek                  | 1:2                   | Elana Toruń               |
| 21.07.2011 | Resovia Rzeszów            | 53:0 5                | GLKS Nadarzyn             |
| 21.07.2011 | Lechia Zielona Góra        | 0:1                   | Nielba Wągrowiec          |
| 21.07.2011 | Start Otwock               | 2:3                   | Znicz Pruszków            |
| 21.07.2011 | Puszcza Niepołomice        | 1:1 n. V. (5:3 i. E.) | Stal Stalowa Wola         |

## Vorrunde
Die Vorrundenspiele mit den Siegern der Ausscheidungsspiele zur Vorrunde fanden am 2., 3. und 10. August 2011 statt. Ruch Zdzieszowice und Jarota Jarocin erhielten ein Freilos für die erste Runde.
| Datum      |                           | Ergebnis              |                     |
| ---------- | ------------------------- | --------------------- | ------------------- |
| 02.08.2011 | GKS Tychy                 | 1:3                   | Elana Toruń         |
| 02.08.2011 | Sokół Kleczew             | 3:2                   | Lech Rypin          |
| 02.08.2011 | Znicz Pruszków            | 0:1                   | Puszcza Niepołomice |
| 03.08.2011 | Huragan Morąg             | 0:1                   | OKS Stomil Olsztyn  |
| 03.08.2011 | Świt Nowy Dwór Mazowiecki | 0:2                   | Olimpia Elbląg      |
| 03.08.2011 | Sokół Sokółka             | 1:0                   | Wigry Suwałki       |
| 03.08.2011 | Resovia Rzeszów           | 5:3                   | Wisła Płock         |
| 03.08.2011 | Chrobry Głogów            | 3:2 n. V.             | Miedź Legnica       |
| 03.08.2011 | LZS Turbia                | 0:4                   | Limanovia Limanowa  |
| 03.08.2011 | Okocimski KS Brzesko      | 1:0                   | Pelikan Łowicz      |
| 03.08.2011 | Rozwój II Katowice        | 1:0                   | Nielba Wągrowiec    |
| 10.08.2011 | Gryf Wejherowo            | 3:3 n. V. (4:3 i. E.) | Zawisza Bydgoszcz   |

## 1. Runde
Die Spiele der 1. Runde fanden am 16., 17. und 23. August 2011 statt. Es nahmen die 14 Gewinner der Vorrundenspiele einschließlich Ruch Zdzieszowice und Jarota Jarocin, die ein Freilos erhalten hatten, teil. Hinzu kamen die 18 Mannschaften der 1. Liga.
| Datum       |                              | Ergebnis              |                              |
| ----------- | ---------------------------- | --------------------- | ---------------------------- |
| 16.08.2011  | Elana Toruń                  | 1:3 n. V.             | Flota Świnoujście            |
| 16.08.2011  | Okocimski KS Brzesko         | 2:2 n. V. (4:2 i. E.) | KS Polkowice                 |
| 16.08.2011  | Puszcza Niepołomice          | 0:0 n. V. (4:2 i. E.) | GKS Katowice                 |
| 16.08.2011  | Ruch Zdzieszowice            | 2:0                   | Kolejarz Stróże              |
| 17.08.2011  | Rozwój II Katowice           | 13:0 1                | KSZO Ostrowiec Świętokrzyski |
| 17.08.2011  | Sokół Kleczew                | 0:2                   | MKS Kluczbork                |
| 17.08.2011  | Olimpia Elbląg               | 1:1 n. V. (4:3 i. E.) | Warta Posen                  |
| 17.08.2011  | Sokół Sokółka                | 2:3 n. V.             | Ruch Radzionków              |
| 17.08.2011  | OKS Stomil Olsztyn           | 1:0 n. V.             | Pogoń Szczecin               |
| 17.08.2011  | Gryf Wejherowo               | 1:0                   | Sandecja Nowy Sącz           |
| 17.08.2011  | Jarota Jarocin               | 0:1 n. V.             | Dolcan Ząbki                 |
| 17.08.2011  | Termalica Bruk-Bet Nieciecza | 0:2                   | ŁKS Łódź                     |
| 17.08.2011  | Piast Gliwice                | 5:2 n. V.             | GKS Bogdanka Łęczna          |
| 23.08.2011  | Resovia Rzeszów              | 1:3                   | Podbeskidzie Bielsko-Biała   |
| ohne Termin | Chrobry Głogów               | 23:0 2                | Odra Wodzisław               |
| ohne Termin | Limanovia Limanowa           | 23:0 2                | GKP Gorzów Wielkopolski      |

## 2. Runde
Die Spiele der 2. Runde fanden zwischen dem 20. und 28. September 2011 statt. Es nahmen die 16 Gewinner der 1. Runde teil. Hinzu kamen die 16 Mannschaften der Ekstraklasa.
| Datum      |                            | Ergebnis              |                       |
| ---------- | -------------------------- | --------------------- | --------------------- |
| 20.09.2011 | Chrobry Głogów             | 0:3                   | Lech Posen            |
| 20.09.2011 | Dolcan Ząbki               | 0:1                   | Górnik Zabrze         |
| 20.09.2011 | Limanovia Limanowa         | 1:0                   | Lechia Gdańsk         |
| 21.09.2011 | Olimpia Elbląg             | 0:0 n. V. (1:3 i. E.) | Arka Gdynia           |
| 21.09.2011 | Rozwój II Katowice         | 1:4                   | Legia Warschau        |
| 21.09.2011 | Ruch Zdzieszowice          | 3:1                   | Jagiellonia Białystok |
| 21.09.2011 | MKS Kluczbork              | 3:2                   | Zagłębie Lubin        |
| 21.09.2011 | Ruch Radzionków            | 0:4                   | Polonia Warschau      |
| 21.09.2011 | Piast Gliwice              | 0:1                   | Cracovia              |
| 21.09.2011 | Gryf Wejherowo             | 1:0                   | Korona Kielce         |
| 21.09.2011 | ŁKS Łódź                   | 10:1 n. V. 1          | Ruch Chorzów          |
| 22.09.2011 | Flota Świnoujście          | 2:4                   | Wisła Krakau          |
| 27.09.2011 | Okocimski KS Brzesko       | 1:3                   | Śląsk Wrocław         |
| 27.09.2011 | Podbeskidzie Bielsko-Biała | 3:0                   | GKS Bełchatów         |
| 28.09.2011 | Puszcza Niepołomice        | 1:1 n. V. (4:5 i. E.) | Polonia Bytom         |
| 17.08.2011 | OKS Stomil Olsztyn         | 0:1                   | Widzew Łódź           |

## 3. Runde
Die Spiele der 3. Runde fanden zwischen dem 18. Oktober. und 19. November 2011 statt.
| Datum      |                            | Ergebnis  |                  |
| ---------- | -------------------------- | --------- | ---------------- |
| 18.10.2011 | Gryf Wejherowo             | 1:0       | Górnik Zabrze    |
| 18.10.2011 | Podbeskidzie Bielsko-Biała | 0:1       | Śląsk Wrocław    |
| 19.10.2011 | Ruch Zdzieszowice          | 1:0       | MKS Kluczbork    |
| 19.10.2011 | Arka Gdynia                | 3:1       | Polonia Warschau |
| 25.10.2011 | Polonia Bytom              | 1:3 n. V. | Lech Posen       |
| 26.10.2011 | Limanovia Limanowa         | 1:2       | Wisła Krakau     |
| 26.10.2011 | Legia Warschau             | 3:0       | Widzew Łódź      |
| 09.11.2011 | Ruch Chorzów               | 2:1 n. V. | Cracovia         |

## Viertelfinale
Die Spiele wurden in Hin- und Rückspielen ausgetragen. Die erstgenannten Mannschaften hatten zuerst Heimrecht. Die Hinspiele fanden am 13. und 14. März 2012, die Rückspiele am 20. und 21. März 2012 statt.
|                   | Gesamt    |                | Hinspiel | Rückspiel |
| ----------------- | --------- | -------------- | -------- | --------- |
| Gryf Wejherowo    | 1:4       | Legia Warschau | 0:3      | 1:1       |
| Lech Posen        | 0:2       | Wisła Krakau   | 0:1      | 0:1       |
| Ruch Zdzieszowice | 2:6       | Ruch Chorzów   | 1:4      | 1:2       |
| Arka Gdynia       | (a)3:3(a) | Śląsk Wrocław  | 2:0      | 1:3       |

## Halbfinale
Die erstgenannten Mannschaften hatten zuerst Heimrecht. Die Hinspiele fanden am 3. und 4. April 2012, die Rückspiele am 20. und 21. April 2012 statt.
|              | Gesamt          |                | Hinspiel | Rückspiel |
| ------------ | --------------- | -------------- | -------- | --------- |
| Ruch Chorzów | 4:4 (6:5 i. E.) | Wisła Krakau   | 3:1      | 1:3 n. V. |
| Arka Gdynia  | 2:4             | Legia Warschau | 1:2      | 1:2       |

## Finale
| Legia Warschau                               | Legia Warschau | Ruch Chorzów | Ruch Chorzów |
| -------------------------------------------- | --- | --- | ------------ |
| Legia Warschau                               | \| 24. April 2012 in Kielce (Stadion Miejski) \| \| Ergebnis: 3:0 (2:0) \| \| Zuschauer: 10.000 \| \| Schiedsrichter: Hubert Siejewicz (Białystok) \| | \| 24. April 2012 in Kielce (Stadion Miejski) \| \| Ergebnis: 3:0 (2:0) \| \| Zuschauer: 10.000 \| \| Schiedsrichter: Hubert Siejewicz (Białystok) \| | Ruch Chorzów |
| Legia Warschau                               | Dušan Kuciak – Artur Jędrzejczyk, Michał Żewłakow (87. Rafał Wolski), Iñaki Astiz Ventura, Jakub Wawrzyniak (70. Tomasz Kiełbowicz) – Michał Kucharczyk, Ivica Vrdoljak, Janusz Gol, Miroslav Radović, Michał Żyro (83. Jakub Rzeźniczak) – Danijel Ljuboja Cheftrainer: Maciej Skorża | Michal Peškovič – Łukasz Burliga, Rafał Grodzicki, Piotr Stawarczyk, Marek Szyndrowski (46. Wojciech Grzyb) – Marek Zieńczuk, Marcin Malinowski (33. Paweł Lisowski), Gábor Straka, Maciej Jankowski, Łukasz Janoszka – Andrzej Niedzielan (58. Paweł Abbott) Cheftrainer: Waldemar Fornalik | Ruch Chorzów |
| Legia Warschau                               | 1:0 Danijel Ljuboja (8.) 2:0 Miroslav Radović (41.) 3:0 Michał Żyro (56.) | | Ruch Chorzów |
| Legia Warschau                               | Michał Kucharczyk, Ivica Vrdoljak, Danijel Ljuboja, Jakub Rzeźniczak | Łukasz Burliga | Ruch Chorzów |
| 24. April 2012 in Kielce (Stadion Miejski)   | | |              |
| Ergebnis: 3:0 (2:0)                          | | |              |
| Zuschauer: 10.000                            | | |              |
| Schiedsrichter: Hubert Siejewicz (Białystok) | | |              |

## Beste Torschützen
Nachfolgend sind die besten Torschützen des polnischen Fußballpokals 2011/12 aufgeführt. Die Sortierung erfolgt nach Anzahl ihrer Treffer, bei gleicher Toranzahl alphabetisch.
| \| Rang \| Spieler \| Verein \| Tore \| \| ---- \| ------------- \| -------------- \| ---- \| \| 1 \| Zwetan Genkow \| Wisła Krakau \| 4 \| \| 1 \| Michał Żyro \| Legia Warschau \| 4 \| |               |                |      |
| Rang | Spieler       | Verein         | Tore |
| 1 | Zwetan Genkow | Wisła Krakau   | 4    |
| 1 | Michał Żyro   | Legia Warschau | 4    |